# Antoni Canet

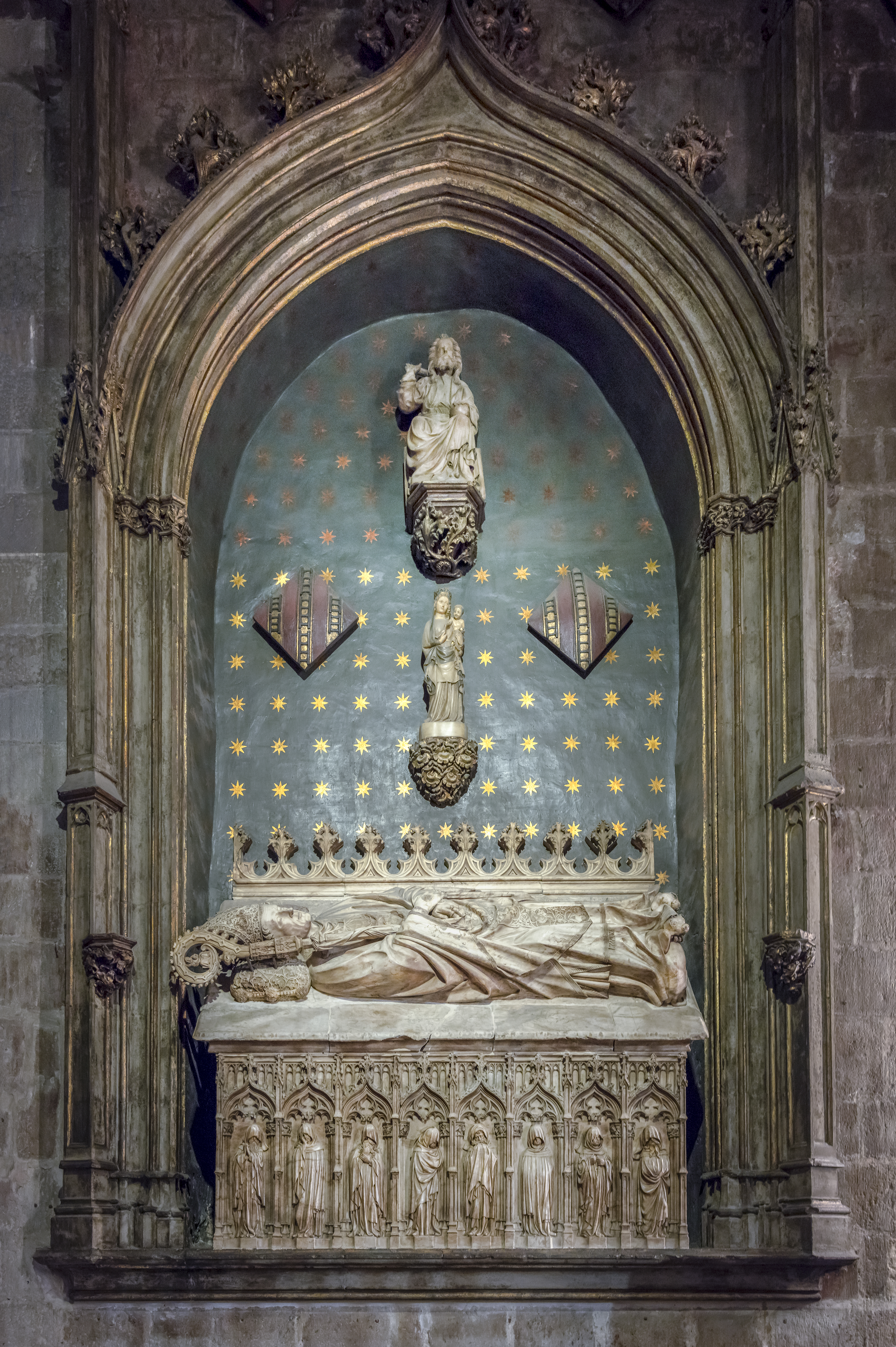
Sepulcro del obispo Ramon d'Escales en la Catedral de Barcelona.

Antoni Canet. Arquitecto y escultor catalán. Se cree que su lugar de nacimiento fue Barcelona.
Según consta en el Llibre de l'Obra del cor ( libro de la obra del coro) de la catedral de Barcelona, donde participó al lado de Pere Sanglada, ya cobraba casi tanto como el maestro, lo que hace deducir que era un obrero bien cualificado. Su primer trabajo en la catedral fue sólo de medio año, marchándose para trabajar en el portal del Mirador de la catedral de Mallorca, alrededor del año 1397, y al año siguiente estaba nuevamente trabajando en la catedral de Barcelona tomando parte en las decoraciones de la capilla del Baptisterio y en la puerta de entrada a la sala capitular desde el claustro. En 1409 recibía el encargo de realizar el sepulcro del obispo Ramon d'Escales, muerto en 1398, se concluía dicho trabajo en 1411.
Sus argumentos para la nave única en la catedral de Gerona, debieron de convencer al cabildo, pues le contrataron para dirigir las obras junto con Guillem Bofill, estuvo hasta el año 1426, son de él las dos claves de bóveda de la nave central. Aceptó mientras otros encargos, como el tabernáculo para la iglesia de Sant Domènec. Murió en 1431.